# Le rovine di Atene
Le rovine di Atene (Die Ruinen von Athen), Op. 113, è una composizione di Ludwig van Beethoven, realizzata nel 1811. Queste musiche di scena vennero composte per accompagnare lo spettacolo teatrale omonimo di August von Kotzebue, rappresentato all'inaugurazione del Teatro Imperiale di Pest, nel 1812. Probabilmente il brano più celebre è la Marcia turca, che assieme all'ouverture viene spesso suonato come un brano a sé stante.

## Storia
Nel 1808, l'imperatore Francesco I d'Austria, per placare i sentimenti nazionalisti che stavano nascendo in Ungheria, fece costruire un gran teatro a Pest (oggi parte di Budapest) per celebrare la fedeltà dell'Ungheria alla monarchia austriaca. In occasione dell'inaugurazione di questo teatro nel 1812, Beethoven fu chiamato per tradurre in musica due testi teatrali scritti da August von Kotzebue: Il re Stefano e Le rovine di Atene.
Nel 1822, l'opera teatrale venne rappresentata nuovamente per la riapertura del Theater in der Josefstadt di Vienna. Il libretto venne rivisto da Carl Meisl e Beethoven compose una nuova ouverture, oggi nota come La consacrazione della casa (Die Weihe des Hauses), Op. 124, e aggiunse il coro Wo sich die Pulse (WoO 98).
La musica per Le rovine di Atene venne rielaborata da Richard Strauss e Hugo von Hofmannsthal nel 1924. Un'altra rappresentazione con una revisione del testo da parte di Johannes Urzidil e condotta da Alexander von Zemlinsky ebbe luogo nel Nuovo Teatro Tedesco di Praga (oggi l'Opera statale), nel 1926.

## Trama
La dea Atena, dopo essersi svegliata da un sonno secolare, ode per caso una coppia di greci che si lamenta dell'occupazione straniera del loro paese. La dea è molto angosciata per lo stato rovinoso della sua città, che all'epoca della composizione faceva ancora parte dell'impero Ottomano. Guidata dal messaggero Ermes, Atena raggiunge l'imperatore Francesco I d'Austria all'inaugurazione del teatro di Pest, dove assiste al trionfo delle muse Talia e Melpomene. Tra i busti delle due muse, Zeus erige quello di Francesco e Atena lo incorona. Il Festspiel finisce con un coro che promette un rinnovamento dell'antica fedeltà ungherese.

## Strumentazione
La composizione richiede l'impiego dei seguenti strumenti:
- legni: 1 ottavino, 2 flauti, 2 oboi, 2 clarinetti (in Si bemolle, La e Do), 2 fagotti, 1 controfagotto
- ottoni: 4 corni, 2 trombe, 3 tromboni (alto, tenore e basso)
- percussioni: timpani, triangolo, piatti, grancassa, nacchere
- archi: violini I e II, viole, violoncelli, contrabbassi

## Struttura
1. Ouverture (andante con moto – marcia moderato – allegro ma non troppo)
2. Coro «Tochter des mächtigen Zeus»
3. Duetto «Ohne Verschulden» - un greco (baritono) e una greca (soprano)
4. Coro dei dervisci «Du hast in deines Armels Falten»
5. Marcia turca (vivace)
6. Musica di scena e recitativo
7. Marcia e coro «Schmuckt die Altäre», op. 114
8. Recitativo del gran sacerdote «Mit reger Freude» (baritono)
9. Coro «Wir tragen empfängliche Herzen»
10. Aria del gran sacerdote «Will unser Genius»
11. Coro finale  «Heil unserm König!»

## Arrangiamenti
Nel 1846, Franz Liszt compose un Capriccio alla turca sur des motifs de Beethoven (in francese: "Capriccio alla turca su dei motivi di Beethoven"), S.388, basato sui temi delle Rovine di Atene, in particolare la Marcia turca. Nel 1852, inoltre, egli compose una Fantasie über Motiven aus Beethovens Ruinen von Athen (in tedesco: "Fantasia sui temi delle Rovine di Atene di Beethoven"), per pianoforte e orchestra (S.122), e compose delle versioni per due pianoforti (S.649) e uno solo (S.389).

## Utilizzo nei media
In America Latina la Marcia turca venne modificata da Jean-Jacques Perrey e poi usata come sigla di apertura per la serie televisiva messicana di successo Cecco della botte.